# Tanygnathus lucionensis
El loro nuquiazul (Tanygnathus lucionensis) es una especie de ave psittaciforme de la familia Psittaculidae endémica del archipiélago filipino.

## Descripción

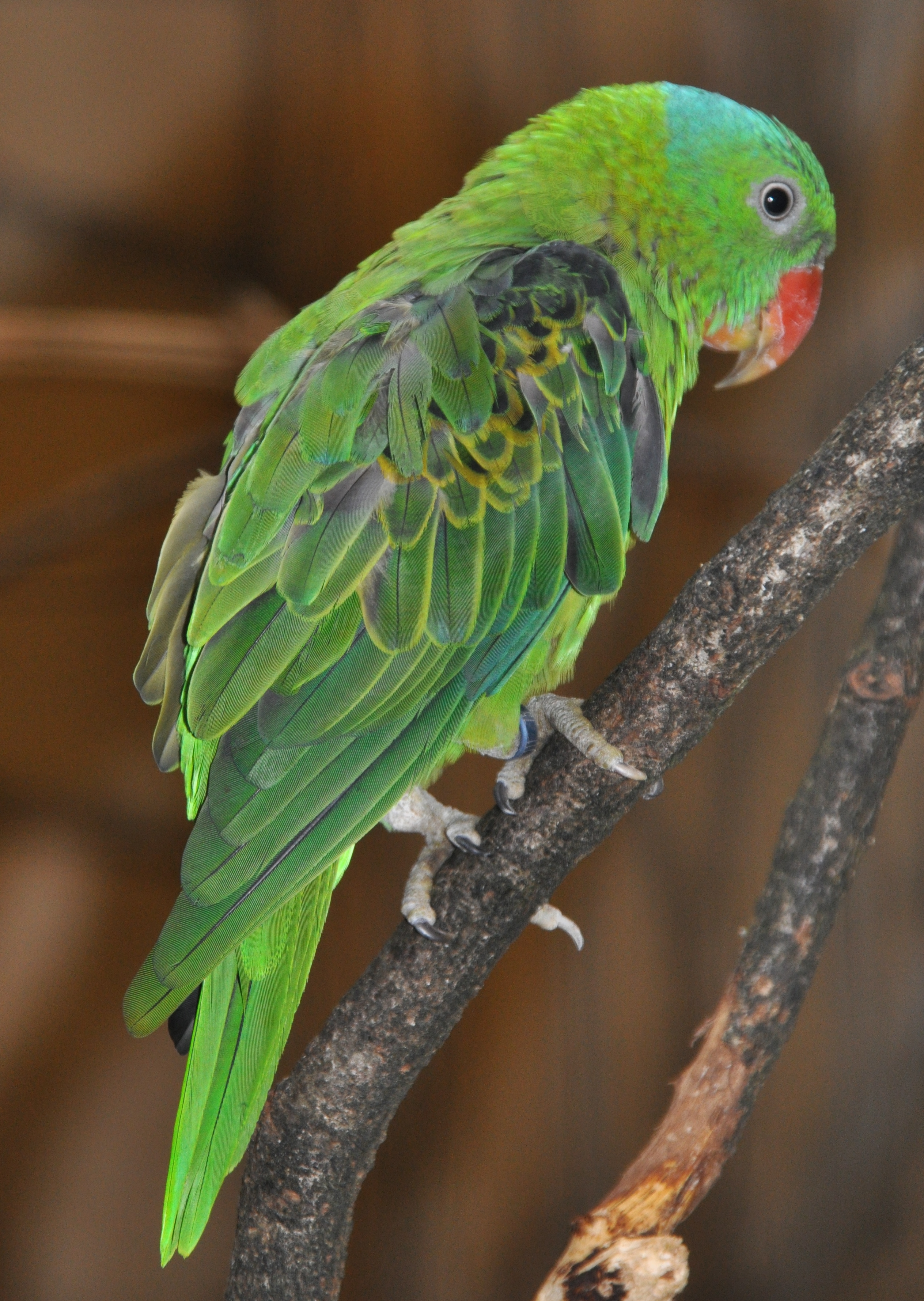
Ejemplar en cautividad.

El loro nuquiazul mide alrededor de 31 cm de largo. No presenta dimorfismo sexual. Su plumaje es principalmente verde, excepto en la parte posterior del píleo, la nuca y el obispillo que son de color azul claro, aunque algunas subespecie presentan las alas con un patrón de plumas negruzcas algunas con bordes verdes que rodean a coberteras de color castaño anaranjado. Posee un pico rojo, robusto y muy curvado hacia abajo. Sus patas son grisáceas. Los juveniles carecen prácticamente de mancha azul en la cabeza.

## Distribución y hábitat
Se encuentra en el archipiélago filipino, incluidas las islas Talaud y Sangihe situadas al noreste de Borneo y que pertenecen a Indonesia, y también existe una población introducida en el norte de la propia isla de Borneo alrededor de Kota Kinabalu. 
Se encuentra en los bosques secundarios tropicales, los márgenes del bosque y las plantaciones hasta los 300 m de altitud. La perdida de hábitat y las capturas para usarlos como mascotas lo han convertido en escaso en muchas islas excepto en Mindoro y Palawan. Aunque la Fundación Katala, dedicada a la conservación de la naturaleza, ha alertado por el aumento del tráfico ilegal de esta ave en Palawan.

## Comportamiento
Suele observarse en bandadas pequeñas de menos de una docena de individuos. Se alimenta de frutos y semillas.  

## Taxonomía
Suelen reconocerse tres subespecies:
- T. l. lucionensis: de Luzón y Mindoro.
- T. l. hybridus: presente en isla Polillo. Tiene el azul de la cabeza más extendido, con tono violeta. Sus alas son más verdes.
- T. l. talautensis: del resto del archipiélago filipino. Sin azul en el obispillo y su plumaje es menos amarillento.